# 貝維尤 (北卡羅萊納州)
貝維尤（英語：Bayview）是位於美國北卡羅萊納州博福特縣的普查規定居民點。

## 人口
根據2020年美國人口普查的數據，貝維尤的面積為2.73平方千米，皆為陸地。當地共有人口298人，而人口密度為每平方千米109.16人。